# 알라일
알라일은 꾸란의 장 중 92번째 장이다.

## 원문
بسم لله الرحمن الرحيم

 واليل إذا يغشى  والنّهار إذا تجلّى 
 ما خلق الذّكر و الانثى إنّ سعيكم لشتّى 
 فامّا من أعطى و اتّقى وصدّق بالحسنى 
 فسنتسره لليسرى   وامّا من بخل واستغنى 
 وكذّب بالحسنى  فسنيسره للعسرى  
 ومايغنى عنه ماله إذا تردّى إنّ علينا للهدى 
 وإنّ لنا للاخرة والاولى  سيجنّبهاالاتقى 
 الّذى يويتزكّى لّذى يوتى ماله يتن كّى 
 ومالأحد عند عنده من ذّغمة تجزى 
 إلا آبتغآء وجه ربّه الاعلى ولسوف يرضى 

## 번역
번역하면 다음과 같다.
 자비롭고 자애로우신 알라의 이름으로
 
어두워진 밤을 두고 맹세하사 빛을 비추이는 낮을 두고 맹세하며 남녀를 창조하신 주님을 두고 맹세하나니 실로 너희들의 행위는 여러가지라. 자선을 베풀고 두려워하며 진리를 증언하는 자를 위해 알라는 그가 축복으로 가는 길을 쉽게 하여 주시노라. 그러나 인색하고 자기 자신이 충만하다고 생각하며 진리를 거역하는자. 알라는 그를 불행으로 가는 길을 쉽게 하리니 그가 지옥으로 향할때는 그의 재산이 그를 유익하게 못하니라. 인도되는 것은 알라의 일이라. 내세와 현세도 그분께 있노라. 그러므로 내가 너희들에게 격렬하게 타오르는 불지옥을 경고하나니 가장 불행한 자들만이 그곳에 이르게 되니라. 그는 바로 진리를 거역하고 외면하는 자라. 그러나 알라께 헌신하는 자는 그곳으로부터 제외되거늘, 이들은 그들의 재산을 바치며 스스로를 순결케 하사, 그가 베푼 은혜에 대한 보상을 마음속에 갖지 아니하고, 오직 가장 위에 계시는 주님을 기쁘게 하고자 하는 소망을 가진 자로 그들은 곧 완전한 기쁨을 누리게 되리라.

| 이 전 아시샴스 | 수라 92 (아랍어 원문) | 다 음 알두하 |
| 1 2 3 4 5 6 7 8 9 10 11 12 13 14 15 16 17 18 19 20 21 22 23 24 25 26 27 28 29 30 31 32 33 34 35 36 37 38 39 40 41 42 43 44 45 46 47 48 49 50 51 52 53 54 55 56 57 58 59 60 61 62 63 64 65 66 67 68 69 70 71 72 73 74 75 76 77 78 79 80 81 82 83 84 85 86 87 88 89 90 91 92 93 94 95 96 97 98 99 100 101 102 103 104 105 106 107 108 109 110 111 112 113 114 |                       |              |